# Kompania Milicji Rawskiej kpt. Antoniego Cedrowskiego
Kompania Milicji Rawskiej – polski oddział piechoty wchodzący w skład wojsk powstańczych okresu insurekcji kościuszkowskiej.

## Formowanie i walki
Kompania sformowana została na przełomie kwietnia i maja 1794 w województwie rawskim. Jej organizatorem był generał major ziemi rawskiej Stanisław Woyczyński. Z końcem maja  kompania liczyła 40  „5-dymowych” kantonistów zakwaterowanych Nadarzynie. Ponadto służyło w niej 3 oficerów i 2 podoficerów. 4 lipca w kompanii było już 147 żołnierzy.

## Żołnierze kompanii
Organizatorem kompanii był gen. mjr ziemski Stanisław Woyczyński, a jej dowódcą kpt. Antoni Cedrowski. W kompanii służyli też oficerowie: ppor. adiutant Karol Korytowski, por. Benedykt La Cour, ppor. Maciej Przyłuski, chor. Walenty Mąkowski i kpt. kwatermistrz Ignacy Lutoborski.